# 矢野麻美
矢野麻美（やの あさみ）は、日本の女性ファッションモデル。
サトルジャパン所属。

## 略歴
2008年、7月デビュー。代78回サトルジャパンオーディションにおいて、2008年 年間最優秀者として選ばれる。

## CM
- JINS - CHANGE! Air frame篇[1]ORIGINAL DANCE MOVIE[1]

## ショー
- 日本橋三越「レディスファッションウィーク」
- 長沼静きもの学院「カマタメイクアップスクールコンテスト」
- 横浜ヘアルネサンス「ピーターグレイ来日ヘアショー」
- ガモウクリエイティブセミナー2008
- フジシンオータムマネジメントセミナー2008
- TAYA「新年式典」「コンテスト」
- 表参道コレクション
- I.M.A.モードコンテスト

## 雑誌
- Body+
- ヘアモード
- しんびよう
- Invitation

## スチール
- フリーペーパー「グレイスフルデイズ」
- エドウィン

## その他
- 書籍「着物に似合うアップスタイルカタログ」